# Камсакты
Камсакты (каз. Қамсақты, до 2023 г. — Карасёвка) — село в Айыртауском районе Северо-Казахстанской области Казахстана. Административный центр Камсактинского сельского округа. Код КАТО — 593244100.

## Население
В 1999 году население села составляло 720 человек (352 мужчины и 368 женщин). По данным переписи 2009 года, в селе проживало 498 человек (247 мужчин и 251 женщина).